# جائزة عبد الرزاق بدران للتصوير الضوئي
جائزة عبد الرزاق بدران للتصوير الضوئي التي تأسست عام 2010 نسبةً إلى عبد الرزاق بدران، وهي حدثٌ سنوي متكرر بالتعاون مع الجمعية الأردنية للتصوير، تخليدا وتكريما لذكرى أحد رواد التصوير الضوئي والسينمائي بالإضافة للتعليم والفن، أردني الانتماء، فخور بأصوله الفلسطينية.

## السنة الأولى للجائزة 2011
حصلت الجائزة في سنتها الأولى على تقدير ايجابي وتشجيع واسع من الجهات الرسمية والشعب كونها جائزة عائلية.
بلغ عدد المشاركين حينئذ 38 مصورا وشاركوا في 148 صورة بعنوان «عيني على وطني». حكّم المسابقة مجموعة من المصورين المشهود بكفائتهم وخبرتهم الطويلة في مجال التصوير وأعلنت النتائج في احتفال عقد بالجمعية الأردنية للتصوير يوم السبت 26 مارس، 2011.
وقد فاز بالجائزة بالسنة الأولى 
- المركز الأول خليل شاويش
- المركز الثاني تسنيم أبو حجيل
- المركز الثالث زياد مهيار

## السنة الثانية للجائزة 2012
وفاز بالجائزة بهذه الدورة 
- المركز الأول علاء مسعود
- المركز الثاني بشار الكردى
- المركز الثالث عبادة ياغي

## السنة الثالثة للجائزة 2013
أقيمت الدورة الثالثة عام 2013